# スポーツGENKAICHI(秘)武道会
『スポーツGENKAICHI(秘)武道会』（スポーツげんかいちマルひぶどうかい）はTBS系列で放送されたスポーツ番組・特別番組である。

## 出演者
- 清武弘嗣
- 大津祐樹
- 立石諒
- 古川高晴

## ネット局
| 放送対象地域   | 放送局                | 系列    | 放送日時                     | 遅れ日数   |
| -------------- | --------------------- | ------- | ---------------------------- | ---------- |
| 関東広域圏     | TBSテレビ（TBS）      | TBS系列 | 2012年10月10日 23:50 - 24:50 | 制作局     |
| 北海道         | 北海道放送（HBC）     | TBS系列 | 2012年10月10日 23:50 - 24:51 | 同時ネット |
| 山形県         | テレビユー山形（TUY） | TBS系列 | 2012年10月10日 23:50 - 24:50 | 同時ネット |
| 福島県         | テレビユー福島（TUF） | TBS系列 | 2012年10月10日 23:50 - 24:50 | 同時ネット |
| 静岡県         | 静岡放送（SBS）       | TBS系列 | 2012年10月10日 23:50 - 24:50 | 同時ネット |
| 石川県         | 北陸放送（MRO）       | TBS系列 | 2012年10月10日 23:50 - 24:50 | 同時ネット |
| 福岡県         | RKB毎日放送（RKB）    | TBS系列 | 2012年10月10日 23:50 - 24:50 | 同時ネット |
| 長崎県         | 長崎放送（NBC）       | TBS系列 | 2012年10月10日 23:50 - 24:50 | 同時ネット |
| 熊本県         | 熊本放送（RKK）       | TBS系列 | 2012年10月10日 23:50 - 24:50 | 同時ネット |
| 岡山県・香川県 | 山陽放送（RSK）       | TBS系列 | 2012年10月17日 23:50 - 24:50 | 7日遅れ    |
| 鹿児島県       | 南日本放送（MBC）     | TBS系列 | 2012年10月17日 24:10 - 25:10 | 7日遅れ    |
| 中京広域圏     | 中部日本放送（CBC）   | TBS系列 | 2012年10月19日 24:20 - 25:20 | 9日遅れ    |
| 広島県         | 中国放送（RCC）       | TBS系列 | 2012年10月21日 24:50 - 25:50 | 11日遅れ   |
| 新潟県         | 新潟放送（BSN）       | TBS系列 | 2012年10月31日 23:50 - 24:50 | 21日遅れ   |
| 山梨県         | テレビ山梨（UTY）     | TBS系列 | 2012年11月10日 16:00 - 16:54 | 31日遅れ   |
| 青森県         | 青森テレビ（ATV）     | TBS系列 | 2012年11月17日 15:00 - 16:00 | 38日遅れ   |
| 宮城県         | 東北放送（TBC）       | TBS系列 | 2012年12月28日 23:45 - 24:45 | 79日遅れ   |
| 山口県         | テレビ山口（tys）     | TBS系列 | 2013年3月3日 15:54 - 16:54   | 144日遅れ  |
| 岩手県         | IBC岩手放送（IBC）    | TBS系列 | 2013年4月3日 23:58 - 24:58   | 175日遅れ  |

### 備考
- 毎日放送（MBS）は、当初は2012年10月31日の24:55 - 25:55に21日遅れで放送予定であったが、同年10月26日に死去した桑名正博の追悼特番『追悼 桑名正博さん永遠に』に差し替えられたため、延期されず、そのまま放送中止となった。[1][2]

## スタッフ
- 製作著作：TBS